# Vince Vaughn
Vincent Anthony Vaughn (Minneapolis, 28 marzo 1970) è un attore, sceneggiatore, produttore cinematografico e produttore televisivo statunitense.

## Biografia
Figlio dell'agente di cambio Sharon Eileen DePalmo e del rappresentante Vernon Vaughn, ha origini italiane (il nonno materno era napoletano), albanesi, libanesi, tedesche, inglesi, irlandesi, svizzere francesi e olandesi. I suoi genitori hanno divorziato nel 1991. Nel suo percorso di studi, fu ammesso all'Università Yale, ma rinunciò per tentare la carriera come attore. Dopo alcune partecipazioni a spot pubblicitari e serie tv, tra le quali 21 Jump Street, debutta nel 1991 con un piccolo ruolo nel film Giorni di gloria... giorni d'amore. In seguito recita in alcuni film con l'amico Jon Favreau.
Nel 1998 recita in Psycho, remake dell'originale di Hitchcock, interpretando il ruolo che era stato di Anthony Perkins, mentre nel 2000 è tra i protagonisti, assieme a Jennifer Lopez, dell'onirico The Cell: da quel momento partecipa a una serie di film nel perfetto stile della commedia statunitense moderna, tanto che la stampa lo ha inserito nel cosiddetto Frat Pack insieme a Ben Stiller, Jack Black, Will Ferrell, Steve Carell ed i fratelli Owen e Luke Wilson.
L'affermazione nel mondo del cinema avviene, però, nel 1997; in tale anno difatti, fortemente voluto dal regista Steven Spielberg, ottiene un ruolo nel sequel di Jurassic Park, Il mondo perduto - Jurassic Park.
Tra il 2003 e il 2005 è nel cast principale di commedie che permetteranno all'attore di farsi conoscere e apprezzare dal pubblico e quindi di consolidare la propria fama. Tra i vari titoli: Old School, Palle al balzo - Dodgeball, 2 single a nozze - Wedding Crashers e Ti odio, ti lascio, ti... con Jennifer Aniston, film per il quale ha curato anche la sceneggiatura e produzione.
Nel 2010 ha preso parte al coro di We Are the World 25 for Haiti, singolo inciso per beneficenza nei confronti delle vittime del terremoto di Haiti avvenuto nello stesso anno. Nel 2016 ha partecipato al video della canzone dei Maroon 5 Don't Wanna Know comparendo nei minuti finali al fianco di Adam Levine.

## Vita privata
Vaughn ha definito il suo orientamento politico come conservatore e ha descritto le sue idee politiche come libertarie. Senza essere un seguace di partiti tradizionali, o di alcun partito in particolare. L'unico candidato che afferma di aver sostenuto è Ron Paul esponente della corrente libertaria e non-interventista del Partito Repubblicano.
Vaughn è stato per un breve periodo legato a Jennifer Aniston. Il rapporto fu molto seguito dai media, tanto che Vaughn intraprese due cause contro riviste che lo avevano accusato di infedeltà. Nel dicembre del 2006 entrambi gli attori confermarono la rottura.
Nel marzo del 2009 Vaughn annuncia la relazione con la canadese Kyla Weber, agente immobiliare. La coppia si è sposata il 2 gennaio 2010 e ha due figli.

## Filmografia

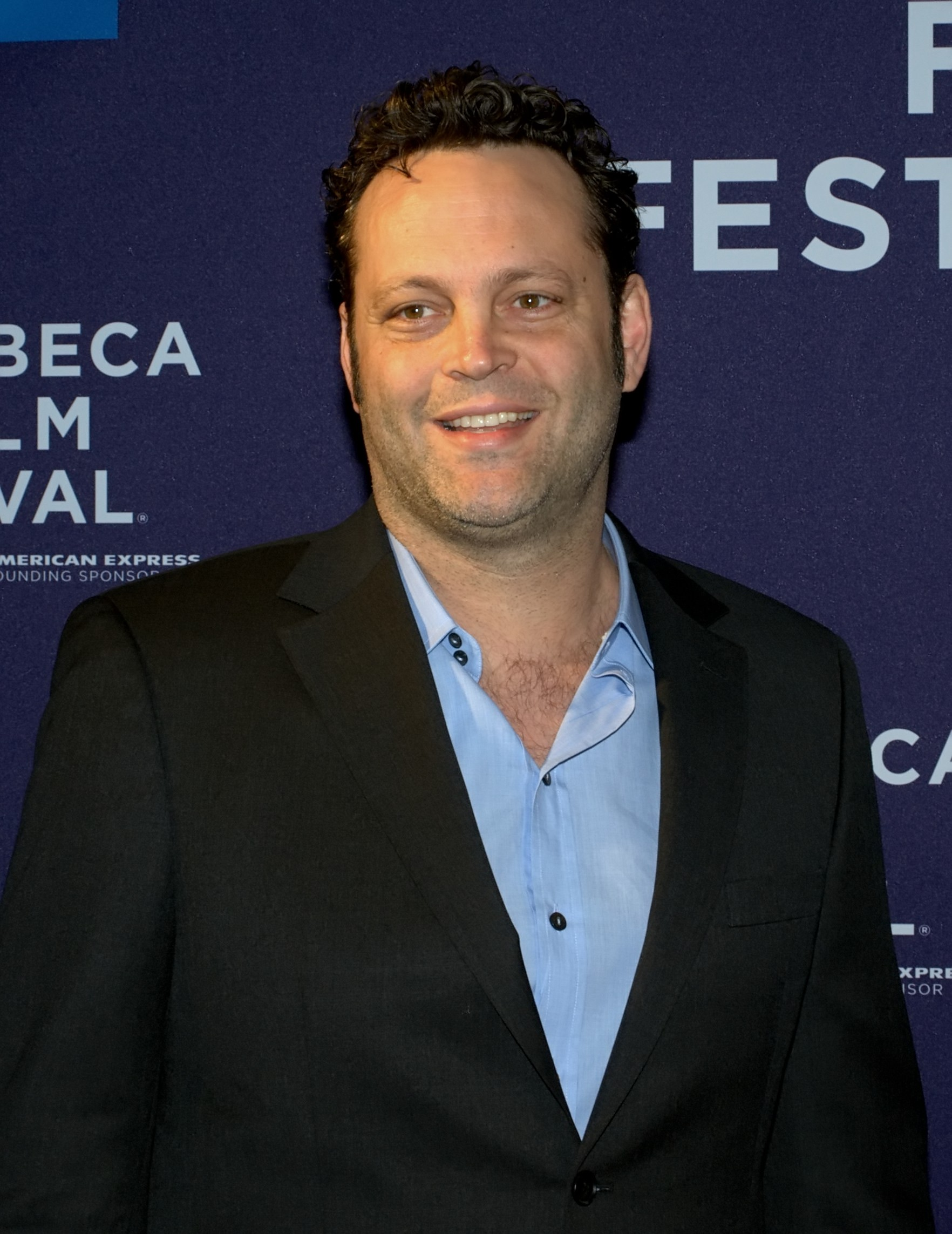
Vince Vaughn al Tribeca Film Festival 2010

Aggiornata al 22 dicembre 2021.

### Attore

#### Cinema
- Giorni di gloria... giorni d'amore (For the Boys), regia di Mark Rydell (1991)
- Rudy - Il successo di un sogno (Rudy), regia di David Anspaugh e Oliver Wood (1993)
- At Risk, regia di Elana Krausz (1994)
- Just Your Luck, regia di Gary Auerbach (1996)
- Swingers, regia di Doug Liman (1996)
- Il mondo perduto - Jurassic Park (Jurassic Park), regia di Steven Spielberg (1997)
- Le locuste (The Locusts), regia di John Patrick Kelley (1997)
- Il mio campione (A Cool, Dry Place), regia di John N. Smith (1998)
- Il tempo di decidere (Return to Paradise), regia di Joseph Ruben (1998)
- Il sapore del sangue (Clay Pigeons), regia di David Dobkin (1998)
- Psycho, regia di Gus Van Sant (1998)
- The Cell - La cellula (The Cell), regia di Tarsem Singh (2000)
- South of Heaven, West of Hell, regia di Dwight Yoakam (2001)
- Made - Due imbroglioni a New York (Made), regia di Jon Favreau (2001)
- Zoolander, regia di Ben Stiller (2001)
- Unico testimone (Domestic Disturbance), regia di Harold Becker (2001)
- Pauly Shore Is Dead, regia di Pauly Shore (2003)
- Old School, regia di Todd Phillips (2003)
- Blackball, regia di Mel Smith (2003)
- Starsky & Hutch, regia di Todd Phillips (2004)
- Palle al balzo - Dodgeball (Dodgeball: A True Underdog Story), regia di Rawson Marshall Thurber (2004)
- Anchorman - La leggenda di Ron Burgundy (Anchorman: The Legend of Ron Burgundy), regia di Adam McKay (2004)
- Wake Up, Ron Burgundy: The Lost Movie, regia di Adam McKay (2004)
- Scatto mortale - Paparazzi (Paparazzi), regia di Paul Abascal (2004)
- Thumbsucker - Il succhiapollice (Thumbsucker), regia di Mike Mills (2005)
- Be Cool, regia di F. Gary Gray (2005)
- Mr. & Mrs. Smith, regia di Doug Liman (2005)
- 2 single a nozze - Wedding Crashers (Wedding Crashers), regia di David Dobkin (2005)
- I Love Your Work, regia di Adam Goldberg (2005)
- Ti odio, ti lascio, ti... (The Break-Up), regia di Peyton Reed (2006)
- Into the Wild - Nelle terre selvagge (Into the Wild), regia di Sean Penn (2007)
- Fred Claus - Un fratello sotto l'albero (Fred Claus), regia di David Dobkin (2007)
- Wild West Comedy Show: 30 Days and 30 Nights – documentario, regia di Ari Sandel (2008)
- Tutti insieme inevitabilmente (Four Christmases), regia di Seth Gordon (2008)
- L'isola delle coppie (Couples Retreat), regia di Peter Billingsley (2009)
- Il dilemma (The dilemma), regia di Ron Howard (2011)
- Vicini del terzo tipo (The Watch), regia di Akiva Schaffer (2012)
- Una ragazza a Las Vegas (Lay the Favorite), regia di Stephen Frears (2012)
- Gli stagisti (The Internship), regia di Shawn Levy (2013)
- Una rete di bugie (A Case of You), regia di Kat Coiro (2013)
- Delivery Man, regia di Ken Scott (2013)
- Anchorman 2 - Fotti la notizia (Anchorman 2: The Legend Continues), regia di Adam McKay (2013)
- Affare fatto (Unfinished Business), regia di Ken Scott (2015)
- Tempo limite (Term Life), regia di Peter Billingsley (2016)
- La battaglia di Hacksaw Ridge (Hacksaw Ridge), regia di Mel Gibson (2016)
- Cell Block 99 - Nessuno può fermarmi (Brawl in Cell Block 99), regia di S. Craig Zahler (2017)
- Dragged Across Concrete - Poliziotti al limite (Dragged Across Concrete), regia di S. Craig Zahler (2018)
- Una famiglia al tappeto (Fighting with My Family), regia di Stephen Merchant (2019)
- Seberg - Nel mirino (Seberg), regia di Benedict Andrews (2019)
- Arkansas, regia di Clark Duke (2020)
- The Binge, regia di Jeremy Garelick (2020)
- Freaky, regia di Christopher Landon (2020)
- North Hollywood, regia di Mikey Alfred (2021)
- Queenpins - Le regine del Coupon (Queenpins), regia di Aron Gaudet e Gita Pullapilly (2021)
- Nonnas, regia di Stephen Chbosky (2025)

#### Televisione
- China Beach – serie TV, episodio 3x01 (1989)
- I quattro della scuola di polizia (21 Jump Street) – serie TV, episodio 4x09 (1989)
- Doogie Howser (Doogie Howser, M.D.), episodio 3x21 (1992)
- The Larry Sanders Show – serie TV, episodio 6x05 (1998)
- Sex and the City – serie TV, episodio 3x14 (2000)
- Going to California – serie TV, episodio 1x12 (2001)
- True Detective – serie TV, 8 episodi (2015)
- Curb Your Enthusiasm – serie TV, 8 episodi (2020-2021)
- Bad Monkey – serie TV, 10 episodi (2024)
- Tires - serie TV, 1 episodio (2025)

### Sceneggiatore
- Ti odio, ti lascio, ti... (The Break-Up), regia di Peyton Reed (2006)
- L'isola delle coppie (Couples Retreat), regia di Peter Billingsley (2009)
- Gli stagisti (The Internship), regia di Shawn Levy (2013)

### Produttore
- Made - Due imbroglioni a New York (Made), regia di Jon Favreau (2001)
- Ti odio, ti lascio, ti... (The Break-Up), regia di Peyton Reed (2006)
- Fred Claus - Un fratello sotto l'albero (Fred Claus), regia di David Dobkin (2007)
- L'isola delle coppie (Couples Retreat), regia di Peter Billingsley (2009)
- Il dilemma (The dilemma), regia di Ron Howard (2011)
- Gli stagisti (The Internship), regia di Shawn Levy (2013)
- F is for family (F is for family), di Bill Burr e Michael Price (2015)
- Tempo limite (Term Life), regia di Peter Billingsley (2016)
- The '85 Bears - documentario, regia di Jason Hehir (2016)

### Doppiatore
- Chaos Island: The Lost World – videogioco (1997)
- Hercules – serie TV, episodio 1x43 (1998)
- F Is for Family – serie TV, 8 episodi (2018)

## Doppiatori italiani
Nelle versioni in italiano delle opere in cui ha recitato, Vince Vaughn è stato doppiato da:
- Francesco Prando ne Il tempo di decidere, Il sapore del sangue, Psycho, Made - Due imbroglioni a New York, Unico testimone, Palle al balzo - Dodgeball, Be Cool, Mr. & Mrs. Smith, Ti odio, ti lascio, ti..., L'isola delle coppie, Il dilemma, Vicini del terzo tipo, Una ragazza a Las Vegas, Gli stagisti, Una rete di bugie, Delivery Man, True Detective, Affare fatto, La battaglia di Hacksaw Ridge, Dragged Across Concrete - Poliziotti al limite, Una famiglia al tappeto, Seberg - Nel mirino, Arkansas, The Binge, Freaky, Queenpins - Le regine dei coupon, Bad Monkey, Nonnas
- Tony Sansone ne Il mio campione, The Cell - La cellula
- Francesco Pannofino in Starsky & Hutch, 2 single a nozze - Wedding Crashers
- Christian Iansante in Anchorman - La leggenda di Ron Burgundy, Anchorman 2 - Fotti la notizia
- Sergio Lucchetti in Fred Claus - Un fratello sotto l'albero, Tutti insieme inevitabilmente
- Sandro Acerbo in Rudy - Il successo di un sogno
- Nanni Baldini in Swingers
- Vittorio De Angelis ne Il mondo perduto - Jurassic Park
- Roberto Pedicini in Le locuste
- Enrico Di Troia in Sex and the City
- Pasquale Anselmo in Old School
- Massimo De Ambrosis in Thumbsucker - Il succhiapollice
- Angelo Maggi in Into the Wild - Nelle terre selvagge
- Teo Bellia in Tempo limite
- Claudio Sorrentino in Cell Block 99 - Nessuno può fermarmi
- Riccardo Lombardo in North Hollywood

## Videoclip
- These Arms, di Dwight Yoakam (1998)
- We Are the World 25 for Haiti, di Artists for Haiti – coro (2010)
- Don't Wanna Know, di Maroon 5 (2016)

## Riconoscimenti
- MTV Movie & TV Award
  - 2003 – Candidatura come miglior coppia per Old School
  - 2005 – Candidatura come miglior coppia per Palle al balzo - Dodgeball
  - 2006 – Miglior coppia per 2 single a nozze - Wedding Crashers
  - 2020 – Candidatura come performance più terrorizzante per Freaky
- Saturn Award
  - 2018 – Candidatura come miglior attore per Cell Block 99 - Nessuno può fermarmi
- Blockbuster Entertainment Award
  - 2001 – Candidatura come miglior attore per The Cell - La cellula